# Нівень
Нівень — річка в Росії й Україні, у Севському й Шосткинському районах Брянської й Сумської областей. Ліва притока Знобівки (басейн Дніпра).

## Опис
Довжина річки приблизно 3,9 км.

## Розташування
Бере початок на південному заході від села Грудське. Спочатку тече на південний захід, потім на північний захід через Рожковичі і впадає у річку Знобівку, ліву притоку Рукава Десенки.